# Palazzo Siccardi
Il Palazzo Siccardi, o Casa Siccardi, è un palazzo storico di Torino costruito nel Seicento nella Contrada dei Guardinfanti in Piazzetta Università dei Mastri Minusieri, in quello che, anticamente, era l'isolato di S. Maria di Piazza (dal nome della chiesa tuttora esistente su via Santa Maria) , sulle rovine di una Domus romana di Epoca imperiale. 
Sede della casa editrice Viglongo nel secondo dopoguerra, dal 2016 il palazzo ospita la biblioteca civica dedicata a Bianca Guidetti Serra.

## Storia

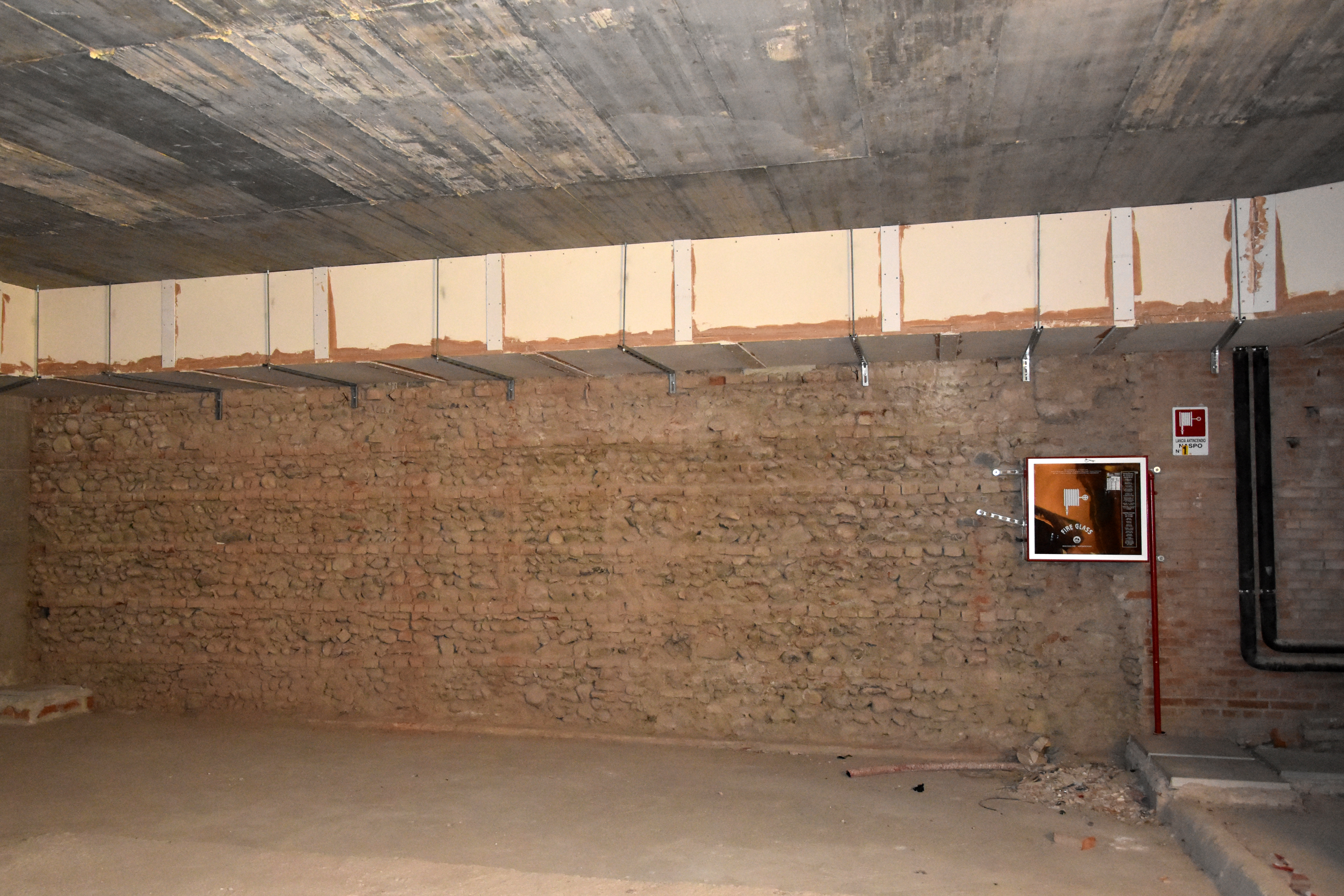
Particolare della Domus Aurea

Le evidenze archeologiche attribuiscono alle prime fasi insediative dell'area una domus romana a più piani di epoca imperiale, un'abitazione agiata dotata di impianto di riscaldamento a pavimento . Dopo un parziale abbandono tra il V e il VI secolo d.C. la frequentazione del sito riprese in epoca altomedievale, documentata dapprima da sporadiche tracce di focolari e frammenti laterizi e, successivamente, da strutture ed edifici poi inglobati nelle abitazioni di età successiva . 
Nel XVII secolo i preesistenti fabbricati vennero collegati in un unico edificio situato all'angolo tra Vicolo Santa Maria e Via Barbaroux, motivo per cui la planimetria irregolare è inconsueta per la città quadrata, e l'andamento curvilineo del vicolo, anomalo rispetto al reticolo romano, non è stato interessato dal rinnovamento della città durante i secoli; verso la fine del secolo passò in proprietà ai Padri Carmelitani di Santa Maria di Piazza, i quali lo vendettero nel 1719 a Michele Antonio Siccardi (1692-1741) per una somma di ventimila lire piemontesi (la dote della moglie Maria Cristina Valzania) . Siccardi, avvocato generale di Piemonte, consigliere imperiale a Vienna e secondo presidente del Senato di Piemonte, dopo averlo fatto ricostruire tra il 1721 e il 1722 su progetto dell'architetto Gian Giacomo Plantery, lo lasciò in eredità nel 1735 a una delle sue figlie, Barbara Maria, moglie del conte Geuna di Cocconato . 
All'inizio del Novecento il palazzo passò ai Rasini di Mortigliengo  e venne parcellizzato in più proprietà. Dopo i notevoli danneggiamenti provocati dai bombardamenti della seconda guerra mondiale, nel 1947 Andrea Viglongo ne occupò il lato sud prospiciente la piazzetta, collocandovi gli uffici e i magazzini della sua casa editrice. 
Espropriato negli anni Settanta dal Comune di Torino per realizzare case popolari, venne occupato abusivamente in varie occasioni e fu oggetto di più progetti di riqualificazione  fino a che, agli inizi degli anni Duemila, fu destinato a diventare luogo per 13 alloggi di edilizia residenziale sovvenzionata e la nuova sede della Biblioteca civica Torino Centro, con sala polivalente, archivio storico e archivio editoriale, inaugurata dopo un completo restauro nel maggio 2016 .

## Descrizione

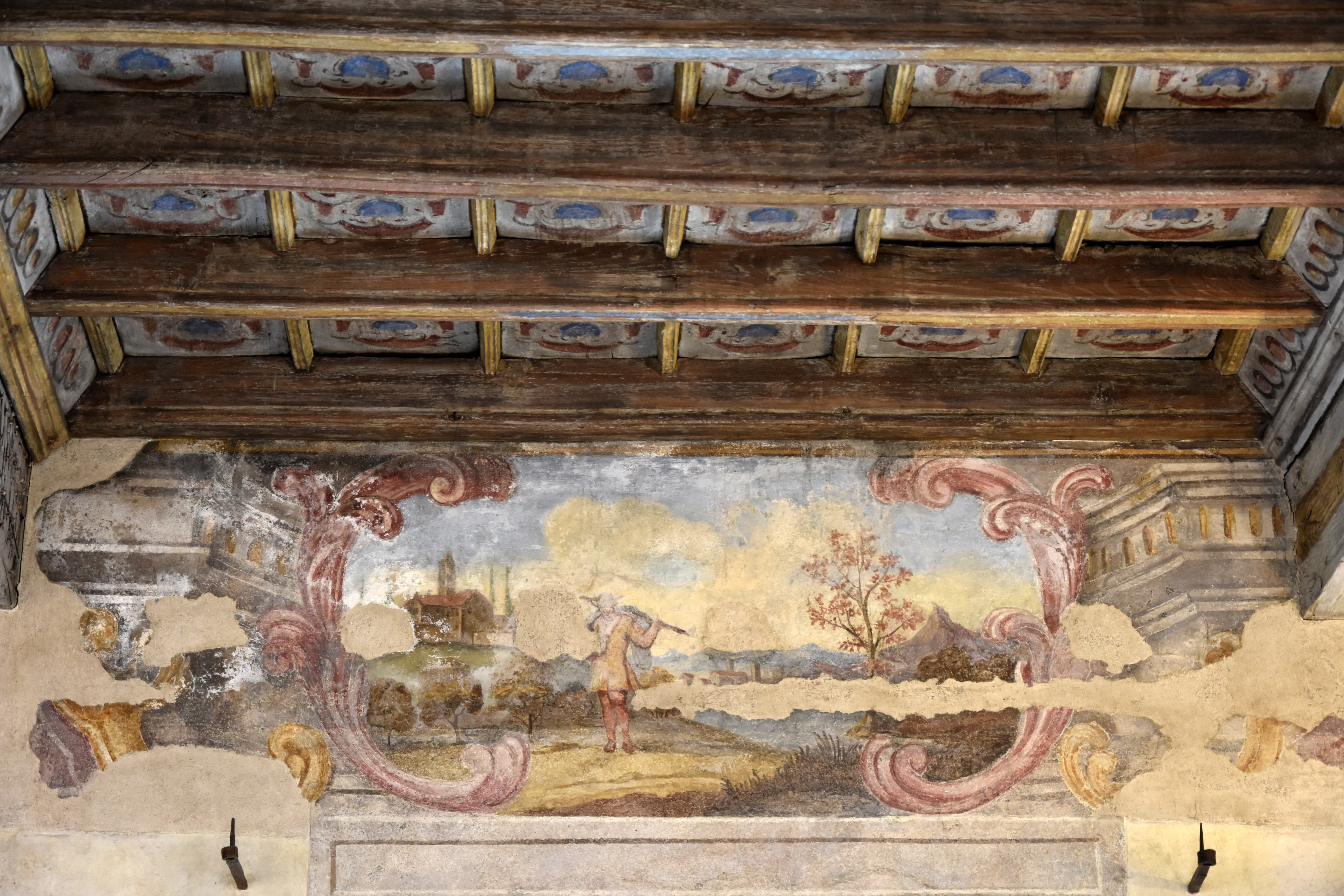
Particolare di uno degli affreschi

La facciata è barocca con profilo ondulato della facciata verso Via Barbaroux per rispecchiare l’antico tracciato fognario romano presente nella via, cui le fondazioni si appoggiano, con un balconcino in ferro battuto posto lateralmente, anziché sopra l’ingresso, all’angolo tra il vicolo Santa Maria e via Barbaroux.
Il portale d’ingresso scolpito è opera di maestri stuccatori luganesi, che operavano nei palazzi torinesi nel corso del Seicento, con motivi geometrici e rosette, ai cui lati si trovano due telamoni. Dello stesso periodo sono i soffitti in legno a cassettone affrescati. Del palazzo settecentesco progettato da Gian Giacomo Plantery per l'avvocato Siccardi, trasformando il precedente edificio, sono degni di nota lo scalone in gusto juvarriano con le eleganti strutture voltate, girate su colonne litiche , il cortile e gli affreschi dei pittori Domenico Guidobono, Alberti, Emanueli e dei "piccapietre" Fontana e Aprile, artisti già impegnati a Palazzo Reale e a Palazzo Madama. Il restauro, terminato nel 2016, ha riportato tutti questi elementi al loro antico splendore .